# Yeray Ortega Guarda
Yeray Ortega Guarda (* 14. Juli 1979 in Las Palmas) ist ein ehemaliger spanischer Fußballspieler.

## Karriere
Yeray begann seine Karriere bei Universidad Las Palmas CF in seiner Heimatstadt, welcher er bis 2001 treu blieb. In diesem Jahr wechselte er in die dritthöchste spanische Spielklasse zu Celta de Vigo B, wo er eine Saison unter Vertrag stand. Von 2004 bis 2006 stand der Linksfuß bei Real Oviedo in der zweithöchsten Spielklasse unter Vertrag. Über UD Lanzarote von den heimischen Kanaren kam er 2009 nach Österreich zur SV Ried, wo er neben Nacho der zweite Spanier im Kader war. Hiernach ging er für zwei Jahre zurück in seine Heimat zu UD Vecindario, bevor er sich zur Saison 2011/12 dem SCR Altach anschloss.
Sein Debüt in der höchsten österreichischen Spielklasse gab Yeray am 20. Februar 2009 gegen die SV Mattersburg. Er wurde in der 87. Minute für seinen Landsmann Nacho eingewechselt. Das Spiel endete 2:2. Das erste Tor erzielte der Spanier am 24. April 2009 beim 3:0-Erfolg gegen den FC Red Bull Salzburg.